# Lâu đài Czocha
Lâu đài Czocha (phát âm [ˈt͡ʂɔxa], tiếng Đức: Tzschocha, tiếng Latinh: Caychow) là một lâu đài phòng thủ ở làng Czocha (Gmina Lesna), hạt Lubań, Voivodeship Hạ Silesian, ở phía tây nam Ba Lan. Lâu đài nằm trên hồ Leśnia, gần sông Kwisa, nơi hiện là phần Ba Lan của Thượng Lusatia. Lâu đài Czocha được xây dựng trên đá gneiss, và phần lâu đời nhất của nó là phần giữ, mà sau đó các cấu trúc nhà ở đã được thêm vào.

## Lịch sử
Lâu đài Czocha bắt đầu như một thành trì, ở biên giới Séc-Lusatian. Công trình của nó được đặt hàng bởi Wenceslaus I ở Bohemia, vào giữa thế kỷ XIII (1241 – 1247). Năm 1253, lâu đài được bàn giao cho Konrad von Wallhausen, Giám mục Meissen. Năm 1319, khu phức hợp trở thành một phần của công tước Henry I của Jawor, và sau khi ông qua đời, nó đã được sở hữu bởi một hoàng tử Silesian khác, Bolko II the Small, và vợ của ông là Agnieszka (xem Duchy of Silesia). Nguồn gốc của lâu đài đá có từ năm 1329. 

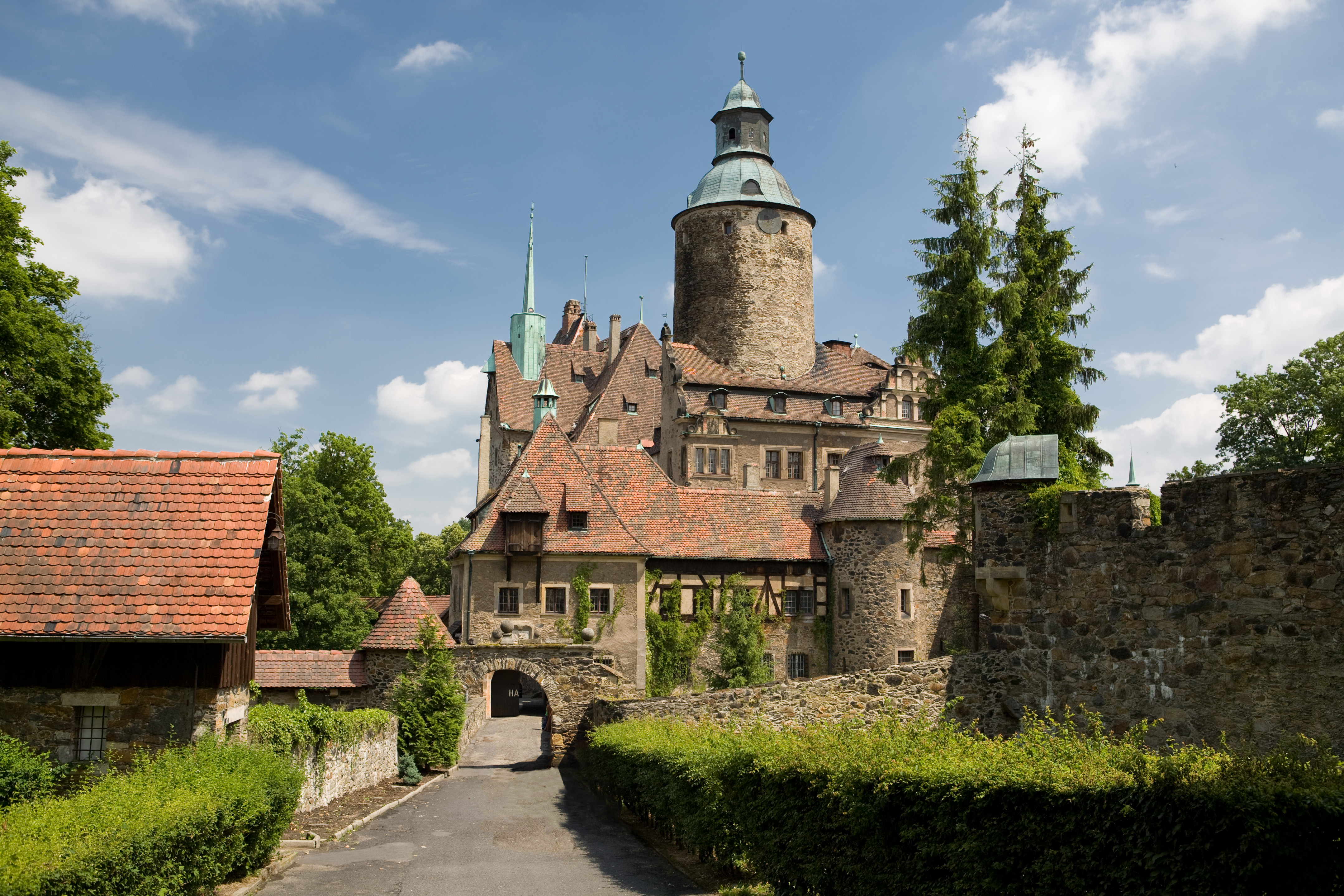
Khung cảnh chung về lâu đài

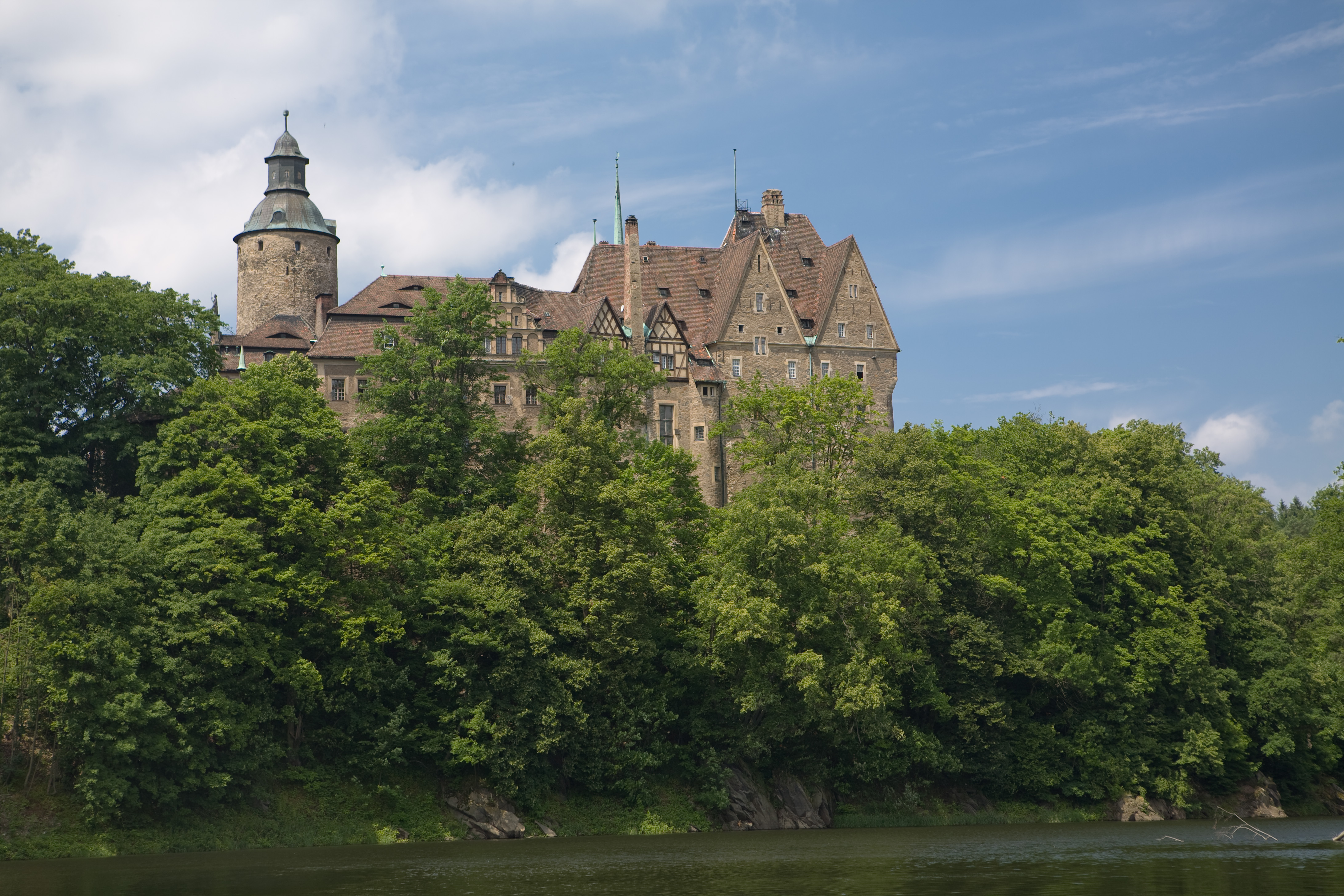
Lâu đài Czocha, nhìn từ sông Kwisa

Vào giữa thế kỷ XIV, lâu đài Czocha bị Charles IV, Hoàng đế La Mã thần thánh và vua của thành phố Bohemia sáp nhập. Sau đó, giữa năm 1389 và 1453, nó thuộc về các gia đình quý tộc của von Dohn và von Kluks. Được củng cố lại, khu phức hợp đã bị người Hussite bao vây vào đầu thế kỷ XV và đã chiếm được nó vào năm 1427, và ở lại lâu đài trong khoảng thời gian không xác định (xem Chiến tranh Hussite). Năm 1453, lâu đài được mua bởi gia đình von Nostitz, người sở hữu nó trong 250 năm, thực hiện một số thay đổi thông qua các dự án tu sửa vào năm 1525 và 1611. Các bức tường của Czocha đã được củng cố và gia cố, điều đó đã cản trở một cuộc bao vây của Thụy Điển về khu phức hợp trong Chiến tranh Ba mươi năm. Năm 1703, lâu đài được mua bởi Jan Hartwig von Uechtritz, cận thần có ảnh hưởng của Augustus II the Strong. Vào ngày 17 tháng 8 năm 1793, toàn bộ khu nhà bị cháy trong một đám cháy.
Năm 1909, Czocha được mua bởi một nhà sản xuất xì gà từ Dresden, Ernst Gutschow, người đã đặt hàng tu sửa lớn, được thực hiện bởi kiến trúc sư Berlin Bodo Ebhardt, dựa trên bức tranh 1703 của lâu đài. Gutschow, người gần gũi với Tòa án Hoàng gia Nga và đã tổ chức nhiều cuộc di cư của người da trắng ở Czocha, sống trong lâu đài cho đến tháng 3/1945. Khi rời đi, ông thu dọn những tài sản quý giá nhất và chuyển chúng ra ngoài.
Sau Thế chiến II, lâu đài đã bị cướp phá nhiều lần, cả bởi những người lính của Hồng quân và những tên trộm Ba Lan, đã đến vùng được gọi là Lãnh thổ phục hồi từ miền trung và miền đông của đất nước. Các đồ nội thất và các hàng hóa khác đã bị đánh cắp, và vào cuối những năm 1940 và đầu những năm 1950, lâu đài là nhà của những người tị nạn từ Hy Lạp (xem Nội chiến Hy Lạp). Năm 1952, Czocha bị Quân đội Ba Lan tiếp quản. Được sử dụng như một khu nghỉ mát quân sự, nó đã bị xóa khỏi bản đồ chính thức. Lâu đài đã mở cửa cho công chúng từ tháng 9 năm 1996 dưới dạng khách sạn và trung tâm hội nghị. Sự phức tạp đã được đặc trưng trong một số bộ phim và phim truyền hình, bao gồm một bộ phim hài nổi tiếng năm 1963, Gdzie jest Generał? (Đại tướng ở đâu?), Legenda, Wiedźmin, Beyond Sherwood Forest, Spellbinder và nối tiếp Bí mật của pháo đài mật mã.
Gần đây, lâu đài đã được sử dụng làm bối cảnh của College of Wizardry, một trò chơi nhập vai hành động trực tiếp (LARP) diễn ra trong vũ trụ của chính họ và có thể so sánh với Harry Potter.